# ديفيد ماتيوس
دافيد ماتيوس راماخو (بالإسبانية: David Mateos)‏ هو لاعب كرة قدم ولد في الثالث والعشرين من نيسان/أبريل عام 1987 في مدريد بإسبانيا. عندما أصبح بالثانية عشر من عمره التحق دافيد ماتيوس بالمراحل الدنيا في نادي ريال مدريد، وتدرج في الأندية الصغرى للريال إلى أن وصل إلى فريق ريال مدريد كاستيا (ريال مدريد ب).

## مسيرته مع ريال مدريد كاستيا
بدأ دافيد ماتيوس باللعب مع ريال مدريد كاستيا في موسم 2008 واستمر باللعب لمدة موسمين حتى صيف عام 2010. لعب دافيد خلالهما 68 لقاءً مسجلاً و8 أهداف وهو يلعب كقلب دفاع. وخلال المراحل الاستعدادية للفريق الأول هذا الصيف خطف دافيد ماتيوس انظار المدرب الجديد لريال مدريد «جوزيه مورينهو» وقام بتصعيده للدور الأول.

## مسيرته مع ريال مدريد
بدأ دايفيد ماتيوس المراحل الاستعدادية للفريق الأول بقيادة المدرب الجديد للفريق الملكي جوزيه مورينهو، وقام هذا الشاب بخطف أنظار المدرب، حيث قال مورينهو «إنه من نوعية اللاعبين التي أحب»، وقال أيضاً «نه لمن العار ألاّ ينضم لنا ماتيوس، لأنه من النوع الذي أحب، فهو يُدافع جيداً وخَلقَ فرصاً جيّدة للعب. بالرغم من الصعوبات التي أواجهها إلا أنّني أحب أن يَنضم معنا بالفريق الأول وأتمنى ذلك»
وبعد إصرار مورينهو بضم ماتيوس للريال مدريد الفريق الأول، ولمعالجة مشكلة وجود 26 لاعباً، قام ريال مدريد بتوقيع عقد احترافي مع اللاعب يُمكّنه من اللعب مع الفريق الأول وأيضاً يَمنع الفرق من خطفه كموهبة، ولكن بعد ذلك تم حل مشكلة وجود 26 لاعب وتم إخراج كل من درينثي وفارت وتم ضم ماتيوس للتشكيلة الرسمية لريال مدريد للفريق الأول الموسم القادم، وقد تم منحه الرقم 15.

## وصلات خارجية
- ديفيد ماتيوس على موقع الاتحاد الأوربي (الإنجليزية)
- ديفيد ماتيوس على موقع الدوري الأمريكي (الإنجليزية)
- ديفيد ماتيوس على موقع قاعدة بيانات كرة القدم.إي يو (الإنجليزية)
- ديفيد ماتيوس على موقع Soccerbase.com (لاعب) (الإنجليزية)
- ديفيد ماتيوس على موقع Soccerway.com (الإنجليزية)
- ديفيد ماتيوس على موقع عالم كرة القدم.نت (الإنجليزية)
- ديفيد ماتيوس على موقع AS.com (الإسبانية)

- صفحة اللاعب على موقع ريال مدريد (بالإسبانية)